# Navegación Aérea y Aeropuertos Bolivianos
Navegación Aérea y Aeropuertos Bolivianos (NAABOL) es una entidad pública descentralizada de Bolivia, encargada de la administración de aeropuertos y la gestión de los servicios de navegación aérea en el país. Fue creada en noviembre de 2021 mediante el Decreto Supremo N.º 4630, en reemplazo de la anterior entidad, AASANA, con el objetivo de modernizar y eficientizar la gestión aeroportuaria y de navegación aérea en el país.

## Historia

### Antecedentes
El 21 de junio de 1967, fue fundada la Administración de Aeropuertos y Servicios Auxiliares a la Navegación Aérea (AASANA) mediante el Decreto Supremo N° 08019, para planificar, construir y gestionar los aeropuertos junto con los servicios de control del espacio aéreo. El Congreso elevó su carácter a ley con la Ley 412, otorgando a AASANA personalidad jurídica y autonomía administrativa y financiera dentro del Estado.
AASANA gestionó históricamente hasta 42 aeropuertos públicos, incluyendo principales hubs internacionales como El Alto, Viru Viru y Jorge Wilstermann. Administraba servicios como el control del tráfico aéreo, comunicaciones por radio, meteorología e información aeronáutica, financiándose con ingresos propios derivados de esas operaciones.

### Creación de NAABOL
El 30 de noviembre de 2021, la AASANA se encontraba bajo fuertes problemas administrativos y financieros, acumulando una deuda aproximada de Bs 1,314 millones y un déficit operativo (ingresos menores a gastos).
Para enfrentar estos problemas, el 1 de diciembre de 2021 se emitió el Decreto Supremo N° 4630, mediante el cual se dio de baja a AASANA y en cambio se creó NAABOL (Navegación Aérea y Aeropuertos Bolivianos).
El decreto decretó su cese inmediato y creó una Liquidadora de AASANA, bajo el Ministerio de Obras Públicas, con un plazo inicial de 2 años para asumir y sanear pasivos de la entidad anterior. Todos los activos, documentación, contratos y personal elegible fueron transferidos a NAABOL.

### Problemas laborales
Dirigentes sindicales y la senadora Silvia Salame denunciaron que el DS vulnera la Ley General del Trabajo, ya que modifica derechos de los trabajadores sin la intervención del Legislativo. Asimismo, extrabajadores de AASANA señalaron que durante la última gestión de esa entidad se introdujo personal político en cargos directivos sin concursos de mérito.
Entonces, en noviembre de 2023 se emitió el Decreto Supremo N° 5075, que prorrogó hasta el 1 de diciembre de 2024 el plazo de la Liquidadora de AASANA, permitiendo a NAABOL continuar gestionando los pasivos heredados.

## Servicios
NAABOL cuenta con los siguientes servicios:
Servicios de navegación aérea
- Servicio de control de tránsito aéreo (ATS)
- Servicios de meteorología aeronáutica (MET)
- Servicios de comunicaciones aeronáuticas (COM)
- Servicios de información aeronáutica (AIS)
- Servicio de salvamento y extinción de incendios (SSEI)

Servicios en tierra
- Facilitación aeronáutica (FAL).
- Seguridad aeroportuaria (AVSEC).
- Servicios de rampa y plataforma.
- Servicios de protección al vuelo en ruta.
- Servicio de telecomunicaciones y radio ayudas.
- Servicio de ayudas visuales e iluminación.

## Administración
Según datos de la Dirección General de Aeronáutica Civil (DGAC), en Bolivia existen 39 aeródromos públicos registrados, de los cuales NAABOL administra 39 aeropuertos, incluyendo tanto terminales comerciales como pistas secundarias. Además, se han registrado 129 aeródromos privados, y otros 187 están en proceso de registro.

### Aeropuertos nacionales administrados por NAABOL
- Aeropuerto Internacional El Alto (La Paz)
- Aeropuerto Internacional Viru Viru (Santa Cruz)
- Aeropuerto Internacional Jorge Wilstermann (Cochabamba)
- Aeropuerto Internacional de Alcantarí (Sucre)
- Aeropuerto Teniente Jorge Henrich Arauz (Trinidad)
- Aeropuerto Teniente Coronel Rafael Pabón (Tarija)
- Aeropuerto Capitán Oriel Lea Plaza (Tarija)
- Aeropuerto Capitán Aníbal Arab (Cobija)
- Aeropuerto Capitán Av. Vidal Villagomez Toledo (Santa Cruz)
- Aeropuerto Joya Andina (Uyuni)
- Aeropuerto Juan Mendoza (Oruro)
- Aeropuerto Capitán Nicolás Rojas (Potosí)
- Aeropuerto Regional y Turístico de Rurrenabaque (Rurrenabaque)
- Aeropuerto Selin Zeitún López (Riberalta)
- Aeropuerto de Yacuiba (Tarija)
- Aeropuerto de Copacabana (La Paz)

### Aeródromos secundarios administrados por NAABOL
- Aeropuerto de Apolo (La Paz)
- Aeropuerto Ascensión de Guarayos (Santa Cruz)
- Aeropuerto Bermejo (Tarija)
- Aeropuerto Grán Parapetí Camiri (Santa Cruz)
- Aeropuerto Charaña (La Paz)
- Aeropuerto de Chimoré (Cochabamba)
- Aeropuerto de Concepción (Santa Cruz)
- Aeropuerto de San Javier (Santa Cruz)
- Aeropuerto de San José de Chiquitos (Santa Cruz)
- Aeropuerto de San Matías (Santa Cruz)
- Aeropuerto de Magdalena (Beni)
- Aeropuerto Ernesto Roca Barbadillo (Beni)
- Aeropuertos de Santa Ana, San Ramón, San Ignacio de Moxos, San Borja, Santa Rosa, San Joaquín (Beni)

## Problemas
NAABOL ha enfrentado diversos desafíos desde su creación, entre los que destacan:
- En septiembre de 2024, una intensa humareda causada por incendios forestales afectó la visibilidad en 20 de los 39 aeropuertos administrados por NAABOL. Como resultado, se suspendieron operaciones en cinco aeropuertos comerciales (Cobija, Riberalta, Guayaramerín, Rurrenabaque y Trinidad) y en 15 pistas secundarias ubicadas en los departamentos de Beni y Santa Cruz.[14]
- Algunos aeropuertos requieren mejoras en infraestructura y equipamiento para cumplir con estándares internacionales y garantizar la seguridad operativa.
- La transición desde AASANA a NAABOL implicó la reestructuración del personal, lo que ha generado desafíos en la capacitación y retención de talento especializado.

## Seguridad
La seguridad en las operaciones aéreas es una prioridad para NAABOL. En abril de 2024, la Autoridad de Regulación y Fiscalización de Telecomunicaciones y Transportes (ATT) otorgó a NAABOL la licencia para el uso de 88 frecuencias en la banda aeronáutica, regularizando así el uso de frecuencias en los aeropuertos del país después de 14 años. Esta medida busca optimizar la calidad y seguridad de las comunicaciones aéreas, cumpliendo con las recomendaciones de la Organización de Aviación Civil Internacional (OACI).
Además, NAABOL realiza monitoreos meteorológicos cada 15 minutos en los aeropuertos para evaluar las condiciones de visibilidad y tomar decisiones operativas en tiempo real, especialmente durante situaciones climáticas adversas.